# Teatro Eslava
El Teatro Eslava es un local de espectáculos de Madrid, situado en la calle del Arenal, entre la Puerta del Sol y Ópera, en uno de los espacios más céntricos de la capital de España. Promovido por el empresario Bonifacio Eslava, sobrino del músico Hilarión Eslava, el edificio original, un pequeño salón, fue diseñado y construido por el arquitecto Bruno Fernández de los Ronderos y se inauguró el 30 de septiembre de 1871, con el nombre de Salón Eslava y capacidad para un millar de espectadores. Llegó a ser muy popular como plataforma de las diversas facetas del teatro popular, desde el «género chico» a la revista, aunque también llegó a estrenar a autores como Arniches, Gala, Lorca o Valle Inclán. A lo largo de su historia el Teatro Eslava ha contado con empresarios como Felipe Ducazcal, Gregorio Martínez Sierra o Luis Escobar, y estuvo cerrado en varias ocasiones. En 1981, tras un periodo como local de cabaret —con estrellas como Concha Velasco y Norma Duval— se convirtió en la macrodiscoteca Joy Eslava, que luego pasó a ser el Teatro Joy Eslava.

## Historia

### El viejo Eslava

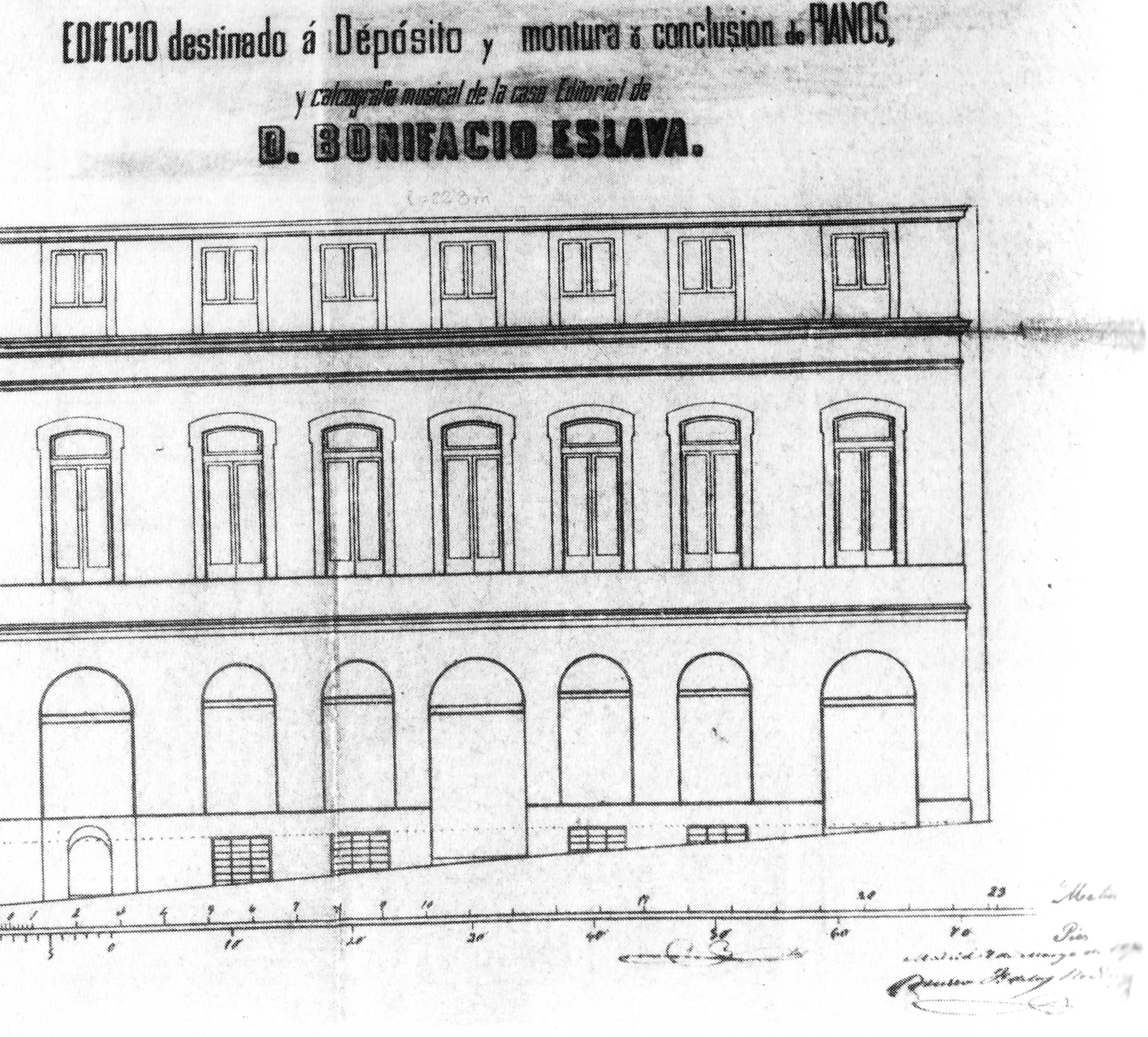
Proyecto de Fernández de los Ronderos en 1870, para la fachada del Teatro Eslava de Madrid. Museo Municipal de Madrid.

#### Un insólito depósito de pianos

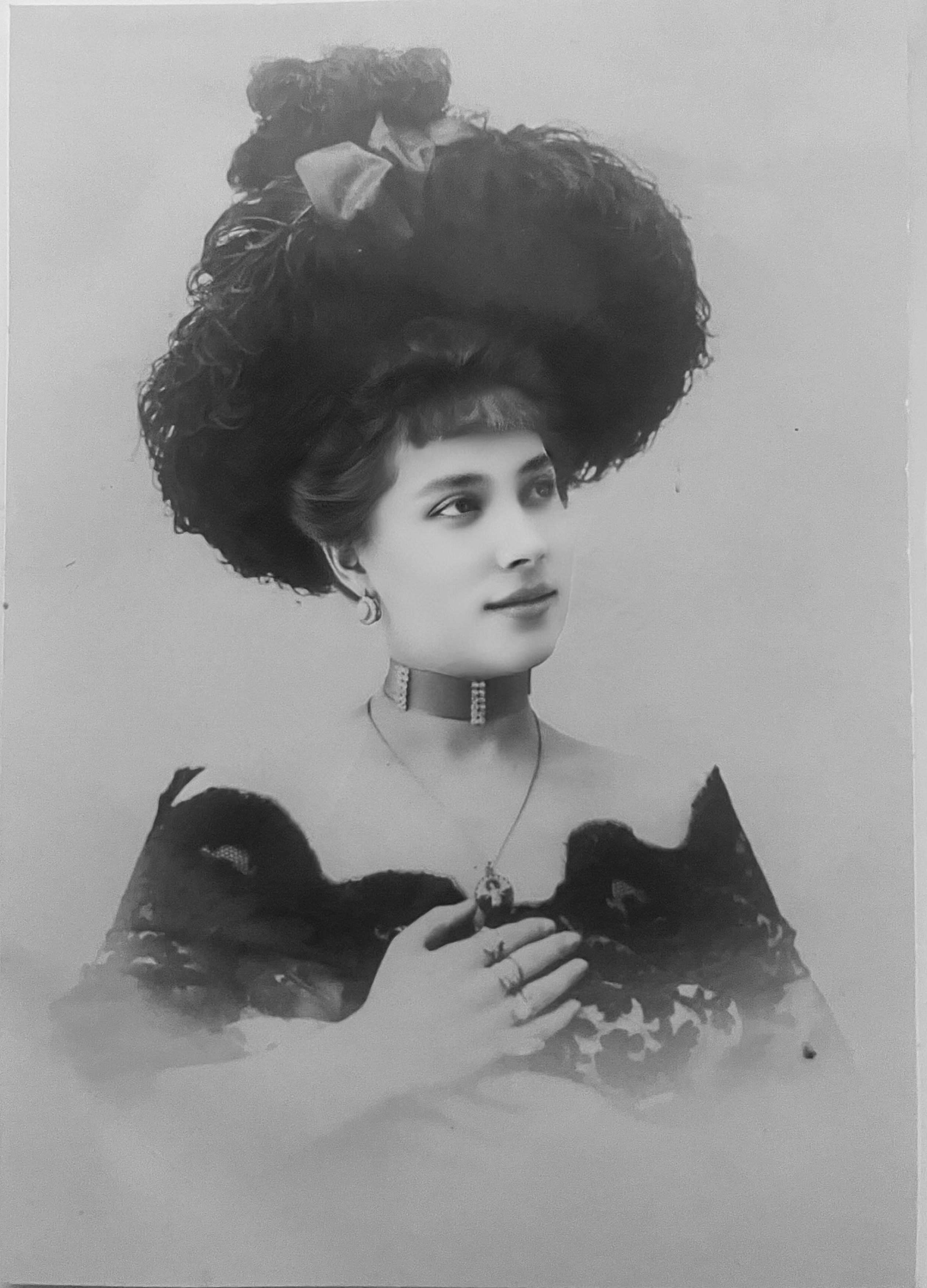
Soledad Yuste y Malpica, viuda de Bonifacio Eslava, 1906.

El viejo Eslava del pasadizo de San Ginés, número 3, nació como "edificio destinado a depósito y montura o conclusión de pianos y calcografía musical", así figura en la licencia solicitada por Bonifacio Eslava, sobrino del reconocido músico y compositor Hilarión Eslava, Bonifacio será reconocido con una de las máximas distinciones de la monarquía, ya que se le concederá el Toisón de oro por crear la primera fábrica de pianos en España, “Pianos Eslava”, al mismo tiempo que crea la editorial musical “Eslava”. El empresario Bonifacio Eslava encargó al arquitecto Fernández de los Ronderos un modesto teatrito con puerta al pasadizo de San Ginés. El supuesto depósito partió de una nave rectangular con una sala para conciertos. Tras una última revisión municipal el 14 de agosto de 1871, el Ayuntamiento le dio licencia para el 20 de diciembre. Pero las prisas por estrenar el nuevo salón adelantaron la fecha de inauguración al 30 de septiembre de ese año.
Martínez Olmedilla describe el Salón Eslava "destartalado y mezquino", un café-teatro que a pesar de las posteriores mejoras y ampliación seguiría siendo "desgarbado y feote". Lo cierto es que el Café Granada, abierto por Bonifacio Eslava como parte de la obra del edificio y con acceso a la sala, era un lujoso reclamo para el público de la época. Pero al parecer las veladas musicales no resultaban rentables y en 1873, Eslava alquiló el salón al empresario José Leyva, que integró el Granada en el cuerpo del teatro, adaptando el pequeño coliseo a los gustos del momento (los cafés-teatro para teatro por horas). La obra completaba el proyecto de Fernández de los Ronderos con una distribución en dos pisos, dos elegantes escaleras y una capacidad para mil doscientos espectadores, distribuidos en sus 364 butacas de rejillas, en la platea, doce palcos para seis personas en cada piso y 672 asientos de gradas de platea y principal. El techo y la embocadura del escenario se le encomendaron a Antonio Vallejo, las decoraciones a López, Viviani y Bielsa, y el telón —representando "Un sueño de Beethoven" — a Ferri y Bussato, (según recoge un estudio de Carmen Simón Palmer publicado en 1965). Con el tiempo, café y salón se harían tan populares que el libreto de La Gran Vía —estrenada en 1886— lo inmortalizó en el cantable: 

Te espero en Eslava 
 tomando café.

Leyva, decidido a convertir al Eslava en líder de la sicalipsis, barajando el "juguete cómico" con la "zarzuela ligera", le robó al teatro de la Comedia a Ricardo Zamacois, el gran cómico del momento, y completó la compañía con Ramón Rosell y Antonio Riquelme. En 1881 se trajo también a José Mesejo.

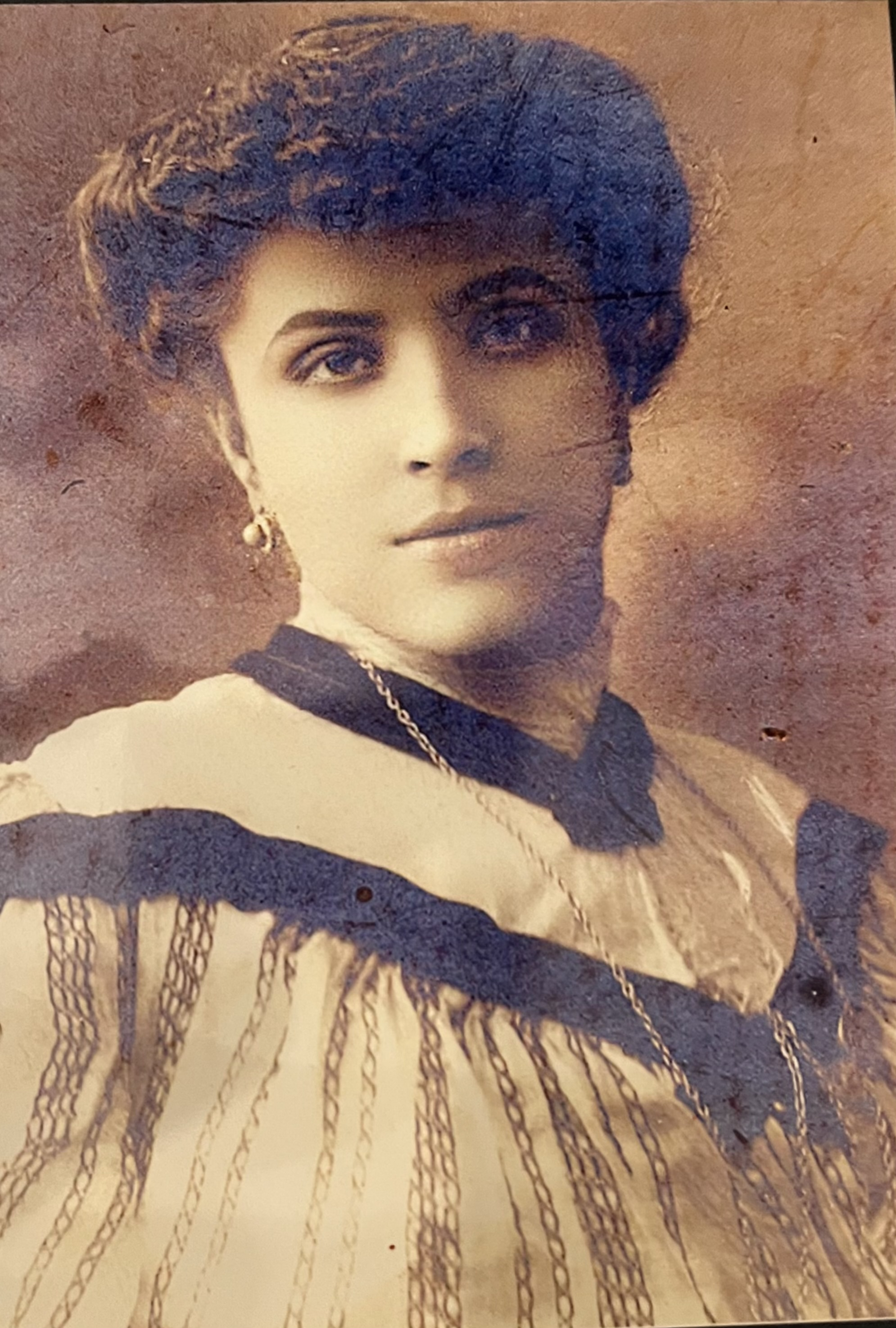
Matilde Yuste y Malpica, sobrina nieta de Hilarión Eslava, 1895.

En la última década del siglo XIX, Díaz de Escovar y Lasso lo describen en su Historia del Teatro Español como "un teatro muy bonito y espléndidamente decorado, con una compañía excelente y un empresario muy rumboso". Siguiendo el contexto el 'rumboso' empresario resulta ser Eduardo López que, al perder a la tiple Rosa Fuertes al inicio de la temporada de 1894-95, se hace con Luisa Campos, robándosela al Teatro Apolo, desde donde había cautivado al público madrileño.

#### Vicente Lleó, el faraón

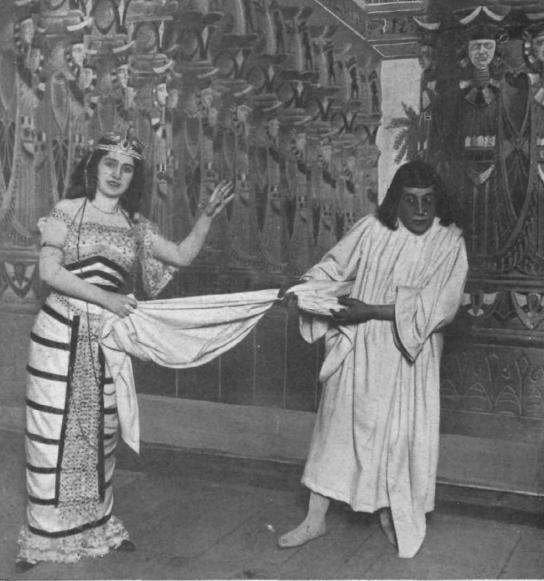
Julia Fons y el tenor González interpretando respectivamente a "Lota" y "El Casto José", en el estreno en el Eslava (1910).

Tras una breve pero intensa estancia en el Eslava del tándem Loreto Prado y Enrique Chicote, con momentos históricos como el estreno de A las puertas de la Gloria, drama de Martínez Viérgol, en el que Loreto vivió con tanta intensidad la muerte de la protagonista, de angina de pecho, que sufrió un pequeño colapso... Tomó la dirección del local el valenciano Vicente Lleó, maestro del «género chico». Fue un periodo "memorable" según lo califica Olmedilla, a pesar de coincidir con el "trust teatral" que Lleó y el músico Amadeo Vives habían formado codirigiendo tres grandes locales del momento, el Teatro de la Zarzuela (feudo de Vives), el Teatro Cómico y el propio Eslava. Recién disuelto el "trust", Lleó llevó a las tablas del viejo Eslava una obra musical suya con libreto de Guillermo Perrín y Miguel de Palacios, La corte del faraón, estrenada el 21 de enero de 1910. Aquella copia castiza de la opereta francesa Madame Putiphar y un cartel de señoritas como Julia Fons, Carmen Andrés y María López Martínez, con el refuerzo de un cómico como Ramón Peña y la ocurrencia de Manuel Fernández Palomero, que Lleó convirtió en el irresistible Ay! ba, llenaron durante dos temporadas seguidas las arcas del Eslava. Explica Olmedilla que el "río de oro se convirtió en catarata" cuando, agotado "el caudal del Nilo" Lleó puso en escena El conde de Luxemburgo en adaptación de Juan José Cadenas. El autor y empresario, que en esos días llegó a fundar un diario, La Noche, con Antonio Palomero como director, decide que es el momento de ampliar el aforo, se embarca en obras y gastos sin límite... Pero ni el renovado Eslava ni una gira americana en busca de dinero pudieron salvarle de la ruina. El faraón valenciano murió en Madrid, en una modesta casa de huéspedes de la calle Augusto Figueroa, coincidiendo con el estreno en el Apolo de su Ave, Caesar!.

#### Periodo Martínez Sierra (1916-1926)

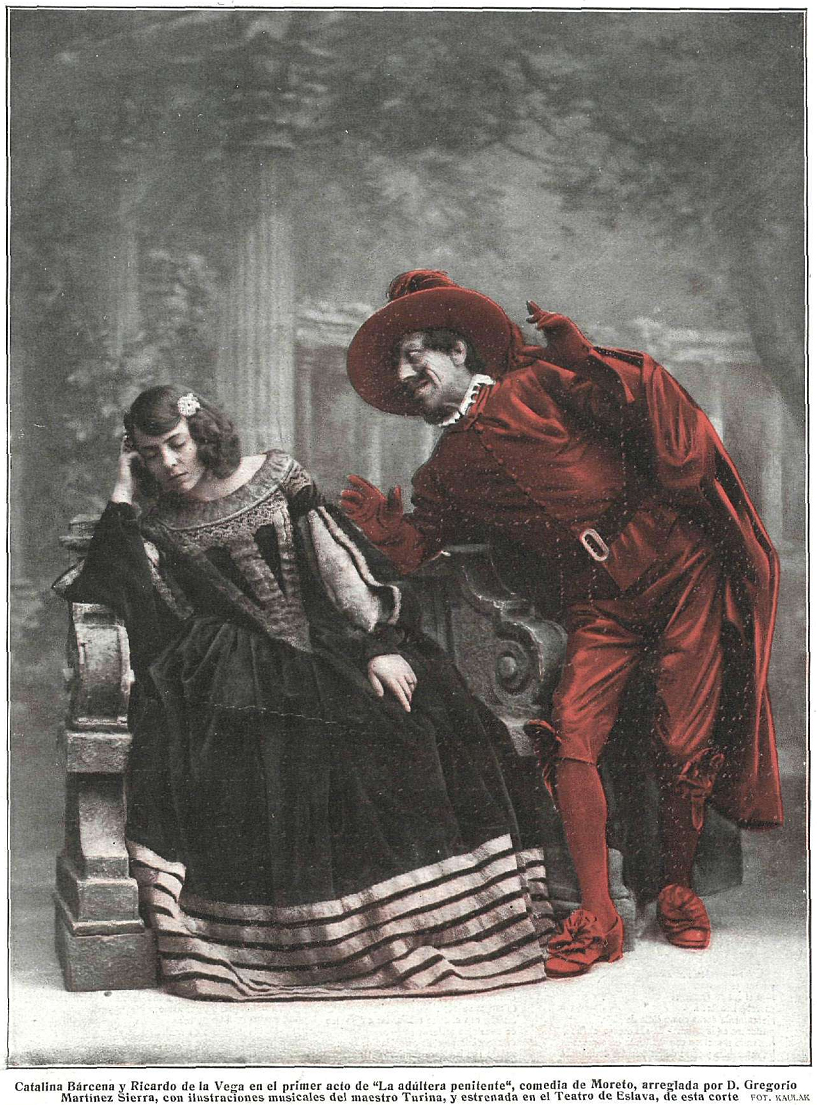
Catalina Bárcena y Ricardo de la Vega en el primer acto de «La adúltera penitente», comedia del dramaturgo del siglo de Oro Agustín Moreto, adaptada por María Lejárraga, con ilustraciones musicales del maestro Turina, y estrenada en el Eslava. Fotografía de Kaulak, publicada en La Esfera (01-01-1917).

La asociación, profesional y sentimental, del astuto y emprendedor Gregorio Martínez Sierra con la actriz Catalina Bárcena escogió las tablas de un Eslava agotado por la sicalipsis. El cambio supondría un interesante capítulo en la evolución de la dramaturgia española del primer cuarto de siglo XX. Así, el 24 de diciembre de 1916, inició su andadura el "Teatro de Arte", precursor de las fórmulas teatrales de ensayo que Gregorio había traído de su viaje a París en 1905, y que en la década de 1920 ampliaría Cipriano Rivas Cherif ("Teatro de la Escuela Nueva", "El Mirlo Blanco", "El Cántaro Roto" y "El Caracol"). La obra que abrió el ciclo fue El reino de Dios, un drama escrito por María Lejárraga, firmado por Martínez Sierra e interpretado por la Bárcena. Pero el proyecto del nuevo empresario del Eslava era tan amplio como ecléctico, alternando géneros tan variados como el drama, la comedia, las variedades, el teatro para niños o la pantomima. Todo ello reforzado con la colaboración de músicos como Manuel de Falla, Conrado del Campo, Pablo Luna, María Rodrigo o Jacinto Guerrero y escenógrafos de nuevo cuño como Rafael Barradas, Manuel Fontanals y Sigfrido Burmann, el único que tenía experiencia anterior en escenografía, al haber trabajado con Max Reinhardt.
Aunque la mayoría de la producción literaria salió del escindido círculo familiar entre Gregorio y María de la O, el empresario dio cancha a otros autores y proyectos: Felipe Sassone que triunfó con A campo traviesa, Eduardo Marquina con El pavo real (en realidad un cuento de Oscar Wilde), el fracaso de Lorca con El maleficio de la mariposa y, como auténtica revelación, la puesta en escena de "La Argentinita" de la 'farsa mímica' en dos cuadros compuesta por Falla y presentada en el Eslava el 7 de abril de 1917, El corregidor y la molinera (luego El sombrero de tres picos).

##### El escenario de un crimen
Habiendo aceptado Martínez Sierra la comedia Los gorriones del Prado del casi novel Alfonso Vidal y Planas, "autor bohemio y un tanto desequilibrado", se presentó el dramaturgo bilbaíno Luis Antón de Olmet con intención de saltarse el turno y estrenar primero. No aceptó el empresario y se puso en escena la comedia de Vidal, con un rotundo fracaso, atribuido por el autor de Los gorriones del Prado al sabotaje promovido por Olmet, impaciente por estrenar su obra. Así las cosas, y estando Olmet en el Eslava el 2 de marzo de 1922, dando los últimos toques al inminente estreno de su obra El capitán sin alma, cuenta la prensa de la época que apareció Alfonso Vidal en el teatro y, tras una discusión y muchas voces e insultos (y con el agravante de una mujer por medio), usó su pistola Star del calibre 9 para 'defenderse de Olmet' que intentaba estrangularle. Poco después, Luis Antón de Olmet fallecía en la Casa de Socorro.

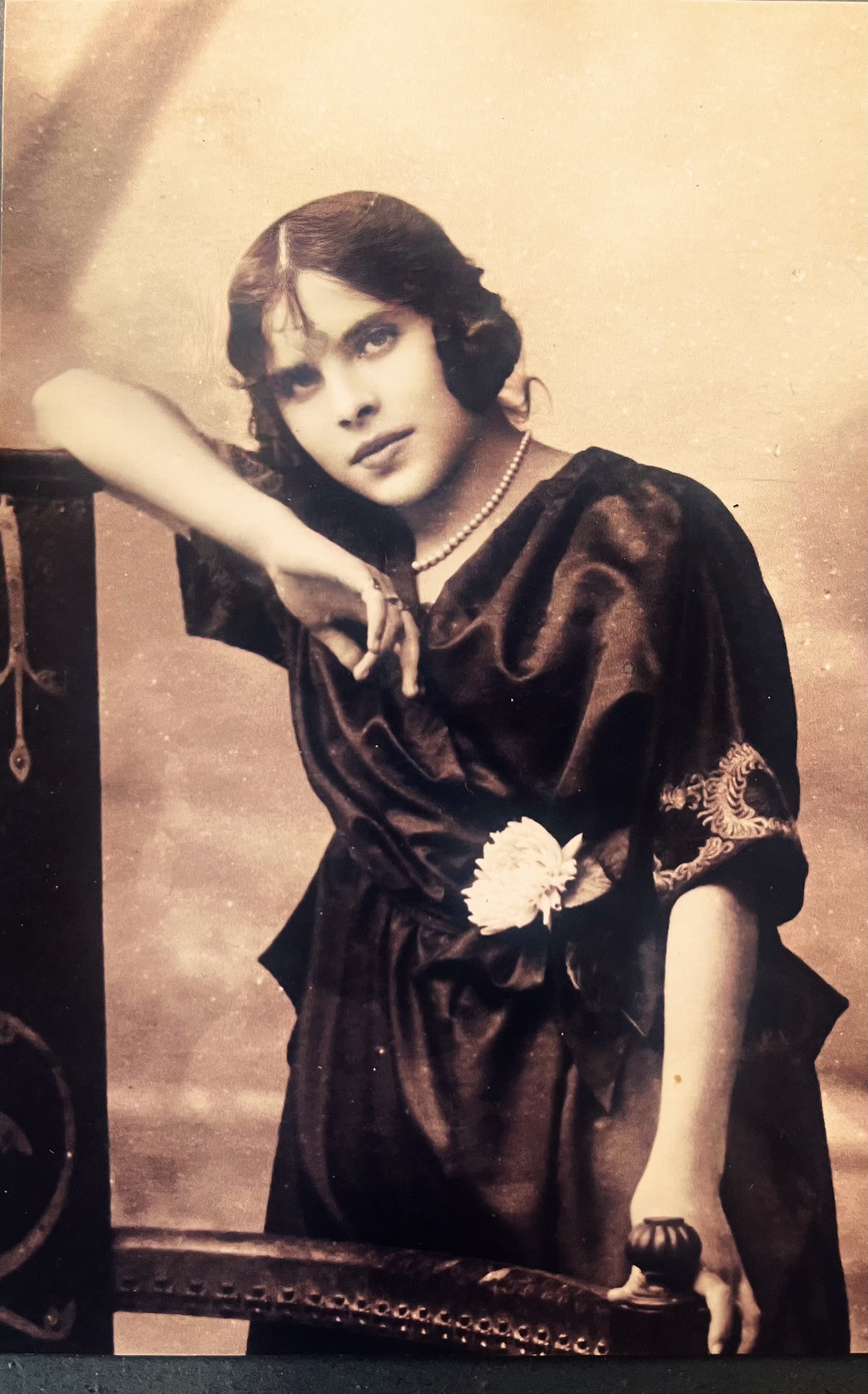
María Berenguer Yuste, 1918.

Durante este largo periodo de éxitos continuos y donde era común ver a miembros de la familia Borbón y al mismísimo Alfonso XIII, ocupando el palco del proscenio, palco reservado siempre a la familia Eslava, el teatro pasó a manos de los hijos y sobrinos de Bonifacio Eslava, siendo el encargado de gestionar el patrimonio el primogénito varón de la dinastía, de nombre también Bonifacio, Bonifacio San Martín Guichot, pero que se le conocería como a su padre por Bonifacio Eslava. Con él, el negocio crecería y abriría una serie de joyerías y un salón de juego, todos negocios exitosos que junto al teatro harían que fuera un reconocido empresario. Nunca dio el salto a empresario teatral, el lujoso y reconocido teatro siempre fue propiedad de la familia Eslava, pero la explotación empresarial siempre estuvo en manos de terceros. Una vez fallece en 1934, Bonifacio, su viuda Soledad Yuste Malpica, dama aristocrática de la sociedad madrileña queda al cargo de la gestión de un importante patrimonio y del Eslava.
Al final, Alfonso Vidal y Planas, condenado a 12 años de cárcel, solo cumplió 3. Pero el Eslava quedaría maldito, Martínez Sierra se fue a hacer las Américas y el viejo teatro entró en un periodo oscuro del que no saldría hasta 1926, cuando la vedette argentina Celia Gámez montó allí su cuartel general, que abandonó con los primeros cañonazos del golpe de Estado de julio de 1936.

#### El regreso de la Gámez
Resulta indicativo señalar que, como muchos otros teatros de la capital de España, el Eslava no interrumpió su programación durante la guerra civil española. En 1939, tras la toma de Madrid, su programación incluía obras de los Paso o Pilar Millán Astray, reposiciones de La verbena de la Paloma o el Tenorio de Zorrilla, e incluso una versión de La pimpinela escarlata a cargo de Federico Reparaz y Juan Ignacio Luca de Tena.
Al inicio de la década de 1940, la vedette argentina Celia Gámez regresó a España, y en concreto al Eslava, pero esta vez como empresaria. La propiedad seguía en manos de la familia Eslava, Bonifacio San Martín Guichot Eslava había fallecido en el año 1934, su viuda Soledad Yuste y Malpica había heredado toda la propiedad, en 1950 fallecerá y quedarán como herederos sus hijos y sobrina, Encarnación y Enrique San Martín y María Berenguer Yuste. En esta época Celia Gámez triunfará con La Cenicienta del Palace, Yola, La estrella de Egipto, fueron algunos de los más sonados éxitos de la Gámez. A mediados de los años cincuenta, y con el género de la revista en decadencia o a la espera de nuevos alicientes, Célia Gámez quiere iniciar nuevos retos y tiene el deseo de adquirir el teatro en el que llevaba triunfando años, gracias a sus buenas relaciones con el régimen consigue que cierren Eslava por defectos en la salida de incendios, la vedette quería conseguir comprar el teatro a un precio inferior al valor de mercado, la familia Eslava jamás vendería el teatro a la artista y permanecería cerrado más de diez años, hasta que los últimos propietarios, los herederos de Soledad Yuste Malpica se lo venderán a Luis Escobar en el año 1956. Luis Escobar abriría la entrada por la calle Arenal, para ello adquirió la editorial y librería Hernando, que se situaba en dicho local. 

#### Periodo Escobar Kirkpatrick (1956 y 1963)
En 1956 y tras una temporada en que fue cerrado por defectos de seguridad,, compró el viejo teatro del pasadizo de San Ginés el hasta entonces director del teatro María Guerrero (1939-1953), Luis Escobar. Con el dramaturgo, actor y marqués como dueño del local, el Eslava recuperó sus momentos felices, con Nati Mistral como estrella rutilante.

#### El último Lorca
Tras el bache que seguiría a la conclusión de la gestión de Escobar en 1963 (en un periodo de crisis teatral en España que solo pudo superar la sangre joven del teatro independiente), y ya en pleno auge de la recuperación del teatro nacional con subvenciones del nuevo gobierno democrático, se estrenó comercialmente en el Teatro Eslava el 19 de septiembre de 1978, Así que pasen cinco años, una cuenta pendiente que tenía el teatro de García Lorca, desde el triste debut del dramaturgo y poeta granadino en el Eslava con El maleficio de la mariposa, en 1920. Cuarenta y dos años después de la muerte de Lorca, esta pieza —última junto a El público— se puso en escena con dirección de Miguel Narros e interpretada por Guillermo Marín, Esperanza Roy, Helio Pedregal, María Luisa San José y Carlos Hipólito entre otros.

## Las chicas del Eslava
"Las chicas del Eslava" es una frase acuñada a lo largo de poco más de un siglo, desde la década de 1870 a la de 1980, para una nómina de actrices, tiples, vedettes, cupletistas, divas y estrellas de muy diverso fulgor y recuerdo. Chicas del Eslava fueron: Luisa Campos, Julia Fons, Carmen Andrés, Loreto Prado, Catalina Bárcena, Celia Gámez, Nati Mistral, Esperanza Roy, Concha Velasco, Norma Duval... y de alguna manera, anónima y singular, María de la O Lejárraga. Convertido el que fuera primitivo Salón Eslava en discoteca Joy Eslava (Teatro Joy Eslava), las chicas del Eslava del siglo XXI, como tantas otras cosas impersonales de la era cibernética, son rostros perfectos y anónimos, danzando entre los fantasmas de la "psicodelia-sicalíptica" de ayer y hoy.

## La era del Joy

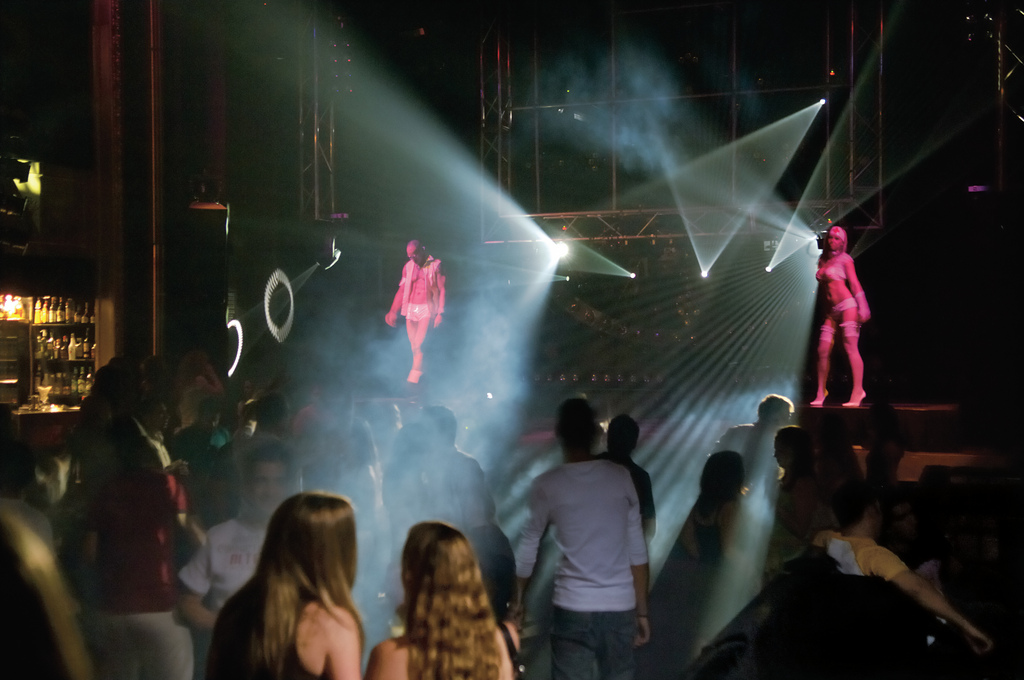
Los espectáculos mixtos del Teatro discoteca Joy Eslava.

Adquirido el local por el empresario Pedro Trapote a Luis Escobar Kirkpatrick en 1979, la discoteca se inauguró la noche del 24 de febrero de 1981, al día siguiente del Golpe de Estado perpetrado en el Congreso de los Diputados. En la escalera que lleva al despacho del empresario Trapote, las paredes, cubiertas de fotos muestran una iconografía histórica del lugar a través de rostros de clientes como Rafael Alberti, Pedro Almodóvar, Julio Iglesias, Roger Moore, Enrique Múgica, Paco Rabanne, Enrique Tierno Galván o Stevie Wonder. En 1998 sufrió un incendio que destruyó los frescos que decoraban la histórica bóveda del local. A partir de la segunda década del siglo XXI retomó parte de su nombre original denominándose Teatro Joy Eslava.

## El regreso de Teatro Eslava
El grupo financiero GBS Finance se hizo cargo del local en el 2019 con el objetivo de volver ofrecer en la ciudad de Madrid un espacio de acogida para la creatividad, el entretenimiento y la diversión. Durante alrededor de un año y medio se llevó a cabo una reforma integral de todas las estructuras y se encargó al diseñador francés Phillipe Starck el proyecto de decoración. En marzo del 2022, el ahora denominado Teatro Eslava, abrió sus puertas con un nuevo aspecto lleno de guiños al sur, como estucados terracota de las paredes y los arcos de medio punto en los dinteles de las puertas de la sala, en combinación con los elementos que acompañan al espacio desde su creación, como son sus palcos de inspiración romántica de finales del XVIII.
Por su ubicación, en pleno centro de Madrid, su peculiar estética y la dotación de sonido, luces e imagen de última generación, el Teatro Eslava es en la actualidad unos de los lugares más singulares donde realizar conciertos, sesiones de noche, espectáculos de diversas temáticas, eventos corporativos, fiestas de todo tipo y cualquier proyecto que requiera de espacio fiable y versátil.

## Selección de estrenos
- Zarzuela:
  - El mayor mal la vejez, 1877[34]
  - El fantasma de la aldea, 1878
  - Los inútiles, 1887
  - El gorro frigio, 1888
  - Ortografía, zarzuela en un acto. Libreto de Carlos Arniches y Gonzalo Cantó con música de Ruperto Chapí, 1888
  - El tambor de granaderos, zarzuela en un acto. Libreto de Emilio Sánchez Pastor con música de Ruperto Chapí, 1896
  - De doce a dos, Pasillo cómico-lírico en un acto. Libreto de Eduardo Navarro y música de Rafael Calleja Gómez, 1897
  - La alegría de la huerta, 1900
  - Los tercos, zarzuela en un acto. Libreto de Salvador María Granés y Julio Pardo y música de Rafael Calleja Gómez, 1900
  - Lucha de clases, Juguete cómico en un acto. Libreto de Sinesio Delgado y Juan Abati y música de Rafael Calleja Gómez en colaboración con Vicente Lleó, (Eladio Montero), 1900
  - Sandías y melones, sainete lírico en un acto. Libreto de Carlos Arniches y música de Rafael Calleja Gómez (Eladio Montero), 1900
  - La maestra, Revista fantástica en un acto. Libreto de Eduardo Navarro y música de Rafael Calleja Gómez en colaboración con Vicente Lleó y Tomás Barrera, 1901
  - Sangre torera, zarzuela en un acto. Libreto de Roig Ballester y música de Rafael Calleja Gómez en colaboración con Vicente Lleó, 1901
  - Mi buen papá, zarzuela en un acto. Libreto de Ventura de la Vega y música de Rafael calleja Gómez en colaboración con Vicente Lleó, 1901
  - Cascarrabias, Revista en un acto. Libreto de Salvador María Granés y Eduardo Montesinos y música de Rafael Calleja Gómez en colaboración con Vicente Lleó, 1901
  - La boda, sainete lírico en un acto. Libreto de Antonio Casero y Enrique García Álvarez con música de Rafael Calleja Gómez, 1902
  - Lucerito, zarzuela en un acto. Libreto de Ramón Asensio Mas y Enrique Gutiérrez Roig con música de Rafael Calleja Gómez, 1902
  - El respetable público, Apropósito cómico-lírico en un acto. Libreto de Antonio Paso Cano, Luis Gabaldón y Francisco Cánovas con música de Rafael Calleja Gómez en colaboración con Vicente Lleó, 1902
  - Caretas políticas, revista en un acto. Libreto de Antonio Paso Cano, Salvador María Granés y Enrique García Álvarez con música de Rafael Calleja Gómez en colaboración con Vicente Lleó, 1902
  - Feucha, comedia lírica en un acto. Libreto de Antonio Casero y Alejandro Larrubiera con música de Rafael Calleja Gómez, 1903
  - Tres estrellas, Humorada en un acto. Libreto de Emilio Mario López Fenoquio y Joaquín Abati con música de Rafael Calleja Gómez en colaboración con Vicente Lleó, 1903
  - El premio de honor, revista cómico-lírica en un acto. Libreto de Celso Lucio y Enrique García Álvarez con música de Rafael Calleja Gómez en colaboración con Vicente Lleó, 1904
  - El rey del valor o Don Tancredo, Humorada cómico-lírica en un acto. Libreto de Antonio Paso Cano y Carlos Cruselles con música de Rafael Calleja Gómez en colaboración con Vicente Lleó, 1904
  - La Dama de las Camelias, opereta en tres actos. Libreto de Fiacro Irayzoz con música de Rafael Calleja Gómez en colaboración con Amadeo Vives y Vicente Lleó, 1904
  - El cabo López, Humorada cómico-lírica en un acto. Libreto de Antonio Paso Cano y Carlos Cruselles con música de Rafael Calleja Gómez en colaboración con Tomás López Torregrosa, 1904
  - La corte de Faraón, zarzuela en un acto. Libreto de Guillermo Perrín y Miguel de Palacios con música de Vicente Lleó, 1910
  - El Trágala, Episodio histórico en un acto. Libreto de Luis Paris y José Juan Cadenas con música de Rafael Calleja Gómez en colaboración con Vicente Lleó, 1905
  - Frou-Frou, Humorada cómico-lírica en un acto. Libreto de Antonio Paso Cano y Felipe Pérez Capo con música de Rafael Calleja Gómez en colaboración con Vicente Lleó, 1905
  - las Boletas, Parodia lírica en un acto. Libreto de Álvaro Custodio, I. Soler y Jacinto Capella con música de Rafael Calleja Gómez en colaboración con Vicente Lleó y González Alcántara, 1905
  - Music-Hall, Pasatiempo cómico-lírico en un acto. Libreto de Enrique López Marín con música de Rafael Calleja Gómez, 1905
  - La mulata, zarzuela cómica en tres actos. Libreto de Antonio Paso Cano, Joaquín Abati y Emilio Mario (hijo) con música de Rafael Calleja Gómez en colaboración con Joaquín Valverde Sanjuan (Quinito) y Vicente Lleó, 1905
  -  Biblioteca popular, revista simbólica en un acto. Libreto de Luis de Larra y Ossorio con música de Rafael Calleja Gómez en colaboración con Joaquín Valverde Sanjuan (Quinito), 1905
  - La ola verde, revista satírica en un acto. Libreto de Luis de Larra y Ossorio y Francisco de Torres con música de Rafael Calleja Gómez en colaboración con Joaquín Valverde Sanjuan (Quinito), 1906
  - Las doce y media y cerrado, Campanada político fantástica en cuatro actos. Libreto de Joaquín Afán de Ribera con música de Rafael Calleja Gómez, 1907
  - El pobrecito príncipe, disparate cómico-lírico en un acto. Libreto de Manuel Fernández Palomero y Javier de Burgos con música de Rafael Calleja Gómez en colaboración con Vicente Lleó, 1907
  - La alegre trompetería, pasatiempo lírico en un acto. Libreto de Antonio Paso Cano con música de Vicente Lleó, 1907
  - La escuela de cortesanas, Poema erótico en un acto. Libreto de Luis Linares Rivas con música de Rafael Calleja Gómez, 1914
  - Los trovadores, comedia lírica en tres actos. Libreto de Ramón Asensio, Enrique Gutiérrez Roig y José Juan Cadenas con música de Rafael Calleja Gómez en colaboración con Luis Foglietti, 1916
  - El abanico de la Pompadour, opereta en tres actos. Libreto de Ramón Asensio Mas y José Juan Cadenas con música de Rafael Calleja Gómez en colaboración con Luis Foglietti, 1916
  - El Cabaret de los narcisos, zarzuela en un acto. Libreto de Ángel Torres del Álamo y Antonio Asenjo con música de Rafael Calleja Gómez en colaboración con Pablo Luna, 1928
  - La estrella de Limbert, zarzuela en un acto. Libreto de Valentín Gutiérrez y José Lebrón con música de Rafael Calleja Gómez, 1928

- Revista:
  - Los Maniquies revista en un acto. Libreto de Dionisio de las Heras y A. Padín con música de Rafael Calleja Gómez, 1925
  - Las castigadoras, 1927
  - Las guapas 1930
  - Dólares 1930
  - Las faldas, 1933
  - La Cenicienta del Palace, 1940 - con Celia Gámez
  - Yola, 1941 - con Celia Gámez
  - Si Fausto fuera faustina, 1942 - con Celia Gámez
  - El desfile del amor, 1942 con Antonio Medio, Pepita Embill y Salvador Videgain
  - Te espero en el Eslava, 1957 - con Tony Leblanc
  - Ven y ven al Eslava, 1958

- Teatro:
  - La primera conquista, 1910, de Carlos Arniches
  - La princesa que se chupaba el dedo, 1917, de Manuel Abril
  - El maleficio de la mariposa, 1920, de Federico García Lorca
  - No te ofendas, Beatriz, 1920, de Carlos Arniches
  - Don Juan de España, 1921, de Gregorio Martínez Sierra
  - La estrella de Justina, 1925, de Luis Fernández Ardavín
  - Prostitución, 1933, de Luis Fernández Ardavín
  - La gata sobre el tejado de zinc, 1959, de Tennessee Williams.
  - Las galas del difunto, 1962, de Valle-Inclán
  - Las salvajes en Puente San Gil, 1963, de José Martín Recuerda
  - Anillos para una dama, 1973, de Antonio Gala
  - Así que pasen cinco años, 1978, de Federico García Lorca